# Горгодзе, Екатерина
Екатерина Горгодзе (груз. ეკატერინე გორგოძე;  род. 3 декабря 1991, неизвестно, СССР) — грузинская профессиональная теннисистка. Победительница двух турниров WTA и четырёх турниров WTA 125 в парном разряде; победительница пятидесяти пяти турниров ITF (18 — в одиночном разряде).
С 2007 года Горгодзе представляет Грузию на Кубке Билли Джин Кинг, где её рекорд W/L: 26—26.

## Спортивная карьера
В 2011—2023 годах стала победительницей восемнадцати турниров ITF в одиночном разряде.
И в 2011—2024 годах стала победительницей ещё тридцати семи турниров ITF в парном разряде.

### 2021—2022
В октябре 2021 года в Клуж-Напока (Румыния) стала победительницей турнира WTA 250 Открытого чемпионата Трансильвании в парном разряде вместе с румынкой Ириной Бара, где они в финале победили Александру Крунич и Лесли Паттинаму Керкхове со счётом 4-6, 6-1, [11:9].
В июле 2022 года в Будапеште (Венгрия) стала победительницей турнира WTA 250 Открытого чемпионата Венгрии в парном разряде вместе с соотечественницей Оксаной Калашниковой, где они в финале победили Катажину Питер и Кимберли Циммерманн со счётом 1-6, 6-4, [10:6].

## Итоговое место в рейтинге WTA по годам
| Год  | Одиночный рейтинг | Парный рейтинг |
| 2023 | 375               | 171            |
| 2022 | 168               | 80             |
| 2021 | 149               | 69             |
| 2020 | 216               | 140            |
| 2019 | 207               | 158            |
| 2018 | 154               | 252            |
| 2017 | 357               | 329            |
| 2016 | 273               | 272            |
| 2015 | 390               | 155            |
| 2014 | 313               | 406            |
| 2013 | 523               | 445            |
| 2012 | 477               | 250            |
| 2011 | 403               | 443            |
| 2010 | 610               | 626            |
| 2009 | 513               | 393            |
| 2008 | 703               | —              |
| 2007 | 810               | 607            |
| 2006 | 759               | —              |